# En cuerpo ajeno
En cuerpo ajeno es una telenovela colombiana realizada por RTI Televisión en 1992 para la Cadena Uno y escrita por Julio Jiménez. Protagonizada antagónicamente por Amparo Grisales junto a Danilo Santos y Armando Gutiérrez con la participación especial del primer actor Julio Medina.
A pesar de su cambio de horario (a las 10 de la noche por dos meses) debido a un racionamiento de energía, la novela logró altos niveles de audiencia (más de 70 de índice de audiencia), llegando a convertirse en la segunda producción más vista en la historia de la televisión pública (1956-1998) después de Café con aroma de mujer de RCN Televisión, teniendo como principal competidora a Sangre de lobos de Producciones JES y superando a su otra competidora Inseparables de RCN Televisión.

## Trama
Pedro José Donoso (Julio Medina), un millonario viudo, se casa con su bella y joven asistente, Isabel Arroyo (Amparo Grisales), ignorando que ella planea matarlo en complicidad con su protegido Andrés Coronado (Armando Gutiérrez).
La llegada de su única hija, Ángela (Erika Schütz), provoca tensión en el anciano, ya que ella no acepta a su nueva madrastra. Debilitado por el veneno que le administran, Pedro José cree que Ángela causa su malestar.
Él comienza a soñar con un campesino desconocido y su amiga, la médium Gaetana Charry (Lucy Martínez), lo alerta de que corre peligro. Pedro José muere y su espíritu se desplaza a la zona donde vive Salvador Cerinza (Danilo Santos), el campesino de sus sueños.
El espíritu de Pedro José invade el cuerpo de Salvador, quien aparentemente muere y resucita aparatosamente al ser enterrado. La mujer de Salvador (Cantalicia), los pueblerinos y hasta el párroco sospechan que está poseído por el Diablo.
Salvador huye del pueblo hacia Bogotá, donde contacta a Gaetana Charry, quien lo ayuda a recordar su vida pasada. Consciente de que fue traicionado y asesinado por su esposa, Salvador decide vengarse. Se escribe a sí mismo una carta de recomendación, firmándola como Pedro José Donoso, y de esa manera consigue empleo como chófer en su propia casa. 
En esta nueva etapa, Salvador logra seducir a Isabel, comprender mejor a su hija Ángela y apoyar su amor con Antonio (el hijo de Abigail, su ama de llaves) y corregir el trato injusto que Walter (su mayordomo daba a los empleados de su casa). También descubre que la prima de Isabel, Valeria, es una joven que, a pesar de la diferencia de edades, amaba a Pedro José Donoso.

## Elenco
- Amparo Grisales - Isabel Arroyo Macedo / Vda. de Donoso / Vda. de Corona (PROTAGONISTA/VILLANA PRINCIPAL)
- Armando Gutiérrez - Andres Corona
- Danilo Santos - Salvador Cerinza / Pedro José Donoso
- Julio Medina - Pedro José Donoso
- Maribel Abello - Abigaíl Domínguez
- Álvaro Bayona - Walter Franco
- Carlos Congote - Antonio Domínguez
- Samara de Córdova - Rebeca Macedo
- Lucy Martínez - Gaetana Charry
- Ramiro Meneses - Simón Domínguez
- Liesel Potdevin - Valeria Macedo
- Erika Schütz - Ángela Donoso
- Carmen Marina Torres - Victoria "Vicky"
- Delfina Guido - Nina Macedo
- Julio Pachón - Jardinero
- Constanza Gutiérrez - Cantalicia Muñetón
- María Eugenia Arboleda -Guadalupe "Lupe"
- Rosalba Goenaga - Farah Amin
- Alberto Saavedra - Evelio Ramírez
- Stella Rivero -  Doña Lilia
- Ricardo Gómez - Camilo Leon
- Andrés Felipe Martínez - Sacerdote
- Diana Catalina Bolaños - Margarita
- Iris Oyola - Magnolia
- Víctor Hugo Morant - Abogado Carlos Belaunde
- Inés Prieto -  Fátima
- Sandra Mónica Cubillos
- Miguel Alfonso Murillo - Felipe Madero
- Álvaro García Trujillo
- Santiago García
- Luis Hernando Forero
- Luis Visbet López
- Raul Cuellar
- Gustavo Pizarro
- Álvaro Ruiz
- Carlos Echevarria
- Diego Vélez
- Rafael Moreno - Dr. Arias
- Luces Velásquez  - Pilar
- John Alex Toro
- Xilena Aycardi - Consuelo Villamil
- Marcela Carvajal
- Fernando Arévalo
- Carlos Velázquez
- Ignacio Rodríguez
- Tirza Pacheco

## Premios

### Premios TVyNovelas 1993
- Mejor telenovela -  En cuerpo ajeno - (Nominada)
- Mejor actriz protagónica - Amparo Grisales - (Nominada)
- Mejor actor protagónico  - Danilo Santos  - (Ganador)
- Mejor actor de reparto - Álvaro Bayona - (Ganador)
- Mejor Actor Revelación - Carlos Congote - (Nominado)
- Mejor director de telenovela  - Darios Vargas - (Nominado)

 Premios Simón Bolívar de Televisión 1993
Mejor tema musical -  Germán Arrieta  - Ganadora

## Versiones
- En 2005, se realizó un remake de esta telenovela titulado El cuerpo del deseo, realizada por Telemundo-RTI y protagonizada por Mario Cimarro, Lorena Rojas y Andrés García. Esta versión fue reescrita por el mismo autor junto con Ivan Martínez Lozano.

- En 2014, se hizo una segunda versión titulada En otra piel, producida por Telemundo y distribuida por Argos Comunicación y Telemundo Studios, Miami y protagonizada por María Elisa Camargo, David Chocarro, Jorge Luis Pila y Vanessa Villela, en los roles antagónicos. Y la actuación especial de Laura Flores. Esta versión fue escrita por Laura Sosa, Basilio Álvarez y Eduardo Macías.

- En 2018, se hace una tercera versión titulada Amar a muerte, producida por W Studios y Lemon Studios para Televisa y Univisión protagonizada por Angelique Boyer, Michel Brown y Alexis Ayala con las participaciones antagónicas de Alejandro Nones y Claudia Martín. Esta versión fue escrita por Leonardo Padrón.

- Tiene una versión armenio de 2015 llamado urishi hogin Stranger's Soul.

- The Second Chance (2016) es la versión realizada en Uganda por NTV.
- The Second Chance (2023) es la versión realizada en Tailandia por One 31